# Sex Games
Sex Games (originaltitel Cruel Intentions) er en amerikansk dramafilm fra 1999, skrevet og instrueret af Roger Kumble frit efter Pierre Choderlos de Laclos' roman Farlige forbindelser. I nogle af rollerne ses bl.a. Sarah Michelle Gellar, Ryan Phillippe, Reese Witherspoon, Selma Blair og Joshua Jackson.

## Handling
Kathryn laver et væddemål med sin stedbror, Sebastian. Hun vil vædde med, at Sebastian ikke kan få Annette (en jomfru, der vil vente med sex, til hun har fundet ægte kærlighed) med i seng. Hvis han taber væddemålet, så får Kathryn hans lækre jaguar. Hvis han vinder, så får han Kathryn. Det eneste ingen havde tænkt på var, at følelser hurtigt kan blive involveret.

## Medvirkende
- Sarah Michelle Gellar – Kathryn Merteuil
- Ryan Phillippe – Sebastian Valmont
- Reese Witherspoon – Annette Hargrove
- Selma Blair – Cecile Caldwell
- Sean Patrick Thomas – Ronald Clifford
- Joshua Jackson – Blaine Tuttle
- Louise Fletcher – Helen Rosemond
- Christine Baranski – Bunny Caldwell
- Eric Mabius – Greg McConnell
- Tara Reid – Marcie Greenbaum

## Priser
Teen Choice Awards 1999
- Film – Choice Drama

Golden Trailer Awards 1999
- - Trashiest

MTV Movie Awards 2000
- - Best Kiss (Sarah Michelle Gellar & Selma Blair)
  - Best Female Performance (Sarah Michelle Gellar)

Csapnivalo Awards 2000
- - Best Original Score (Ed Shearmur)

Blockbuster Entertainment Awards 2000
- - Favorite Supporting Actress – Drama/Romance (Reese Witherspoon)